# Montet (Glâne)

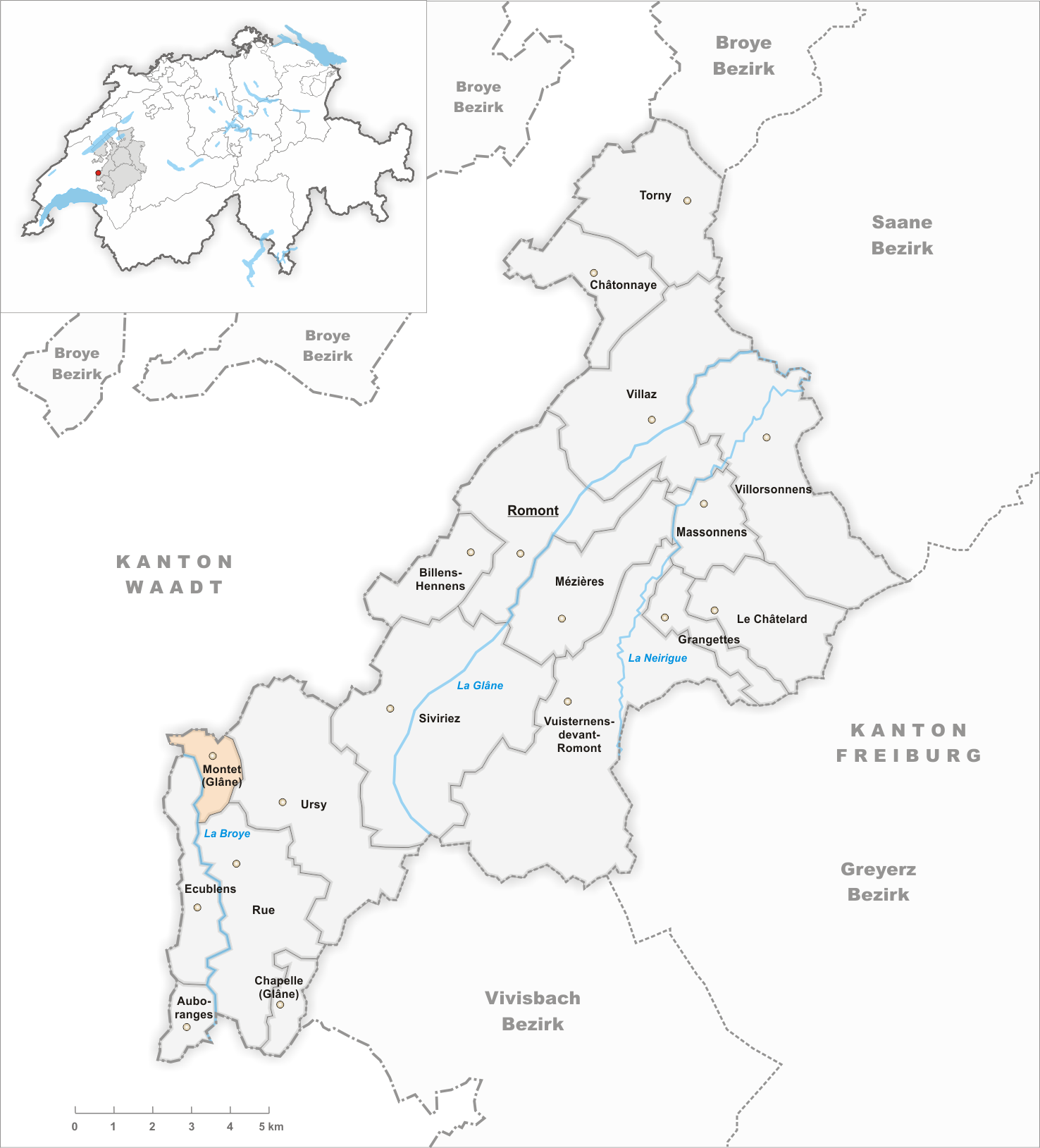
Gemeindestand vor der Fusion am 1. Januar 2025

Montet (Glâne) ist ein Ort in der Gemeinde Ursy im Distrikt Glâne des Kantons Freiburg in der Schweiz. Am 1. Januar 2025 fusionierte die ehemalige Gemeinde mit Ursy.

## Geographie
Montet (Glâne) liegt auf 652 m ü. M., 10 km südwestlich des Bezirkshauptortes Romont und 3 km südsüdöstlich von Moudon (Luftlinie). Das Dorf erstreckt sich am oberen östlichen Talhang der Broye, im Südwesten des Freiburger Mittellandes.
Die Fläche des 2,2 km² grossen ehemaligen Gemeindegebiets umfasst einen Abschnitt des Molassehügellandes im Grenzgebiet der Kantone Freiburg und Waadt. Die westliche Grenze verläuft entlang der Broye, die hier im Lauf der Jahrmillionen ein tiefes Tal in die Molasseschichten eingeschnitten hat. Von der Broye erstreckt sich der Gemeindeboden nach Osten über den Steilhang auf die Terrasse von Montet, welche durch den Dorfbach von Vuarmarens in eine nördliche und eine südliche Hälfte untergliedert wird. Oberhalb von Montet (Glâne) wird am Hang des Hügels En Ardra mit 710 m ü. M. der höchste Punkt der Gemeinde erreicht. Nach Süden reicht das Gebiet bis zum Wald von La Crêta. Von der Gemeindefläche entfielen 1997 5 % auf Siedlungen, 21 % auf Wald und Gehölze, 73 % auf Landwirtschaft, und etwas weniger als 1 % war unproduktives Land.
Zu Montet (Glâne) gehören einige Hofsiedlungen und Einzelhöfe. Nachbargemeinden waren Ursy, Rue und Ecublens im Kanton Freiburg sowie Vulliens und Chavannes-sur-Moudon im Kanton Waadt.

## Bevölkerung
Mit 532 Einwohnern (Stand 31. Dezember 2023) gehörte Montet (Glâne) zu den kleinen Gemeinden des Kantons Freiburg. Von den Bewohnern sind 97,1 % französischsprachig und 2,9 % deutschsprachig (Stand 2000). Die Bevölkerungszahl von Montet (Glâne) belief sich 1850 auf 164 Einwohner, 1900 auf 148 Einwohner. Im Verlauf des 20. Jahrhunderts pendelte die Bevölkerungszahl zwischen 110 und 170 Personen. Erst seit 1980 (126 Einwohner) wurde ein deutliches Bevölkerungswachstum verzeichnet.
Einwohnerzahlen: Volkszählungsdaten

## Wirtschaft
Montet (Glâne) war bis in die zweite Hälfte des 20. Jahrhunderts ein vorwiegend durch die Landwirtschaft geprägtes Dorf. Noch heute haben die Milchwirtschaft, die Viehzucht und der Ackerbau einen wichtigen Stellenwert in der Erwerbsstruktur der Bevölkerung. Weitere Arbeitsplätze sind im lokalen Kleingewerbe und im Dienstleistungssektor vorhanden. In den letzten Jahrzehnten hat sich das Dorf auch zu einer Wohngemeinde entwickelt. Viele Erwerbstätige sind deshalb Wegpendler, die hauptsächlich in den Regionen Moudon und Romont arbeiten.

## Verkehr
Die ehemalige Gemeinde ist verkehrstechnisch recht gut erschlossen. Sie liegt an der Hauptstrasse von Moudon nach Oron-la-Ville, von der im Dorf eine Verbindungsstrasse nach Romont abzweigt. Durch die Buslinie der Freiburgischen Verkehrsbetriebe, die von Romont nach Moudon verkehrt, ist Montet (Glâne) an das Netz des öffentlichen Verkehrs angebunden.

## Geschichte
Das ehemalige Gemeindegebiet von Montet (Glâne) war schon sehr früh besiedelt, was durch Fundstücke bestätigt werden konnte, die aus der Bronzezeit stammen. Die erste urkundliche Erwähnung des Ortes erfolgte 1255 unter dem Namen Montez. Montet ist eine Diminutivform des französischen Wortes mont (Berg).
Zusammen mit Vuarmarens bildete Montet (Glâne) seit dem Mittelalter die kleine Herrschaft Villardin (auch Montet-Villardens genannt), die seit dem 13. Jahrhundert verschiedenen Herren gehörte. Die Burg auf der Höhe oberhalb der Broye wurde im 16. Jahrhundert zerstört und ist heute bis auf wenige Mauerreste verschwunden.
Als die Berner 1536 das Waadtland eroberten, kam Montet (Glâne) unter die Herrschaft von Freiburg und wurde der Vogtei Rue zugeteilt. Nach dem Zusammenbruch des Ancien Régime (1798) gehörte das Dorf während der Helvetik und der darauf folgenden Zeit zum Bezirk Rue und wurde 1848 in den Bezirk Glâne eingegliedert. Montet (Glâne) besitzt keine eigene Kirche, es gehört zur Pfarrei Ursy-Morlens.

## Söhne und Töchter der Gemeinde
- Vincent Braillard (* 1985), Motorradrennfahrer